# Shuka
Shuka (Sanskrit शुक, śuka, m.), auch Shukadeva, war der Sohn des Weisen Vyasa, des mythischen Autors des Epos Mahabharata, in dem seine Lebensgeschichte erzählt wird. Er wird als bedeutender, hochbegabter Yogi beschrieben, der schon in jungem Alter mühelos spirituelle Befreiung (Moksha) und verschiedene Siddhis erlangte. Er ist auch der Haupterzähler des Bhagavatapurana, das er dem König Parikshit rezitierte.

## Lebensgeschichte im Mahabharata
Erste Erwähnungen Shukas erfolgen im 1. Buch, Adiparvan, wo es heißt, dass Vyasa ihn und drei andere Schüler im Veda und Mahabharata unterwies. Seine Lebensgeschichte wird relativ ausführlich im 12. Buch, Shantiparvan, erzählt. Vyasa hatte den Wunsch, Vater eines ganz besonderen Kindes zu werden, und widmete sich intensiven Askese-Übungen, um die Gunst des Gottes Shiva zu gewinnen. Nach vielen Entbehrungen gelingt ihm dies, und Shiva verspricht ihm, dass sein Sohn mit seiner spirituellen Verwirklichung großes Ansehen erlangen werde. Hinsichtlich Shukas Zeugung existiert ein Mythos, der jedoch keine Rückschlüsse auf seine physische Mutter ermöglicht.
Bei seiner Geburt erscheinen Götter und Göttinnen wie Shiva und Ganga, um die neu angekommene, reine Seele zu grüßen, die bereits eine Kenntnis aller Veden in sich trägt. Im Schnellverfahren erwirbt er viel zusätzliches Wissen mithilfe von Brihaspati und seinem Vater Vyasa und macht große Fortschritte auf dem spirituellen Weg. Schließlich schickt ihn sein Vater zu König Janaka von Mithila, der eine hohe Reputation als welt-aktiver Haushälter mit spiritueller Erkenntnis hat. Während der Reise besteht Shuka allerlei Prüfungen und erhält schließlich von Janaka eine abschließende Schulung und die Bestätigung, dass er das höchste Ziel, Moksha, erreicht hat und fest im Brahman-Bewusstsein verankert ist.
Daraufhin tritt Shuka die Heimreise an, diesmal mittels Siddhi durch den Äther (Akasha), und erreicht im Himalaya seinen Vater Vyasa, der gerade einigen Schülern Veda-Unterricht erteilt. Im Text heißt es, Shuka sei herangeschwebt „wie ein leuchtendes Feuer, in seinem Glanz ähnlich der Sonne. Die große Seele berührte nicht Bäume oder Felsen, war ganz auf Yoga konzentriert und traf ein wie ein Pfeil, von einem Bogen geschossen.“
Shuka schließt sich noch einmal einer kleinen Veda-Studiengruppe an, die seinen Vater nach Ende der Ausbildung um das exklusive Privileg bittet, das vedische Wissen an die Welt weitergeben zu dürfen. Vyasa entspricht ihrem Wunsch und entlässt daraufhin seine Schüler mit Segenswünschen. Nach einer Begegnung mit dem Weisen Narada beschließt Shuka jedoch, sich in absoluter Befreiung ganz von der Welt zu lösen. Er begibt sich auf den Berg Kailasa und vertieft sich in Meditation, woraufhin er in verschiedenen inneren Schritten in einem unpersönlichen kosmischen Bewusstsein aufgeht. Vyasa, der Shuka während der äußeren und inneren Reise folgt, ist betrübt, seinen Sohn auf diese Weise zu verlieren, doch erscheint ihm Shiva und tröstet ihn mit den Worten: „Solange die Berge und das Meer fortdauern, so lange werden dein Ruhm und der Ruhm deines Sohnes bestehen bleiben.“ Shiva gewährt Vyasa die Gunst, dass er seinen Sohn immer wie einen Schatten bei sich sehen werde. Daraufhin begibt Vyasa sich voller Freude auf den Heimweg.

## Swami Vivekananda über Shuka
„Und denkt daran, der Historiker, der [im Bhagavatapurana] die Geschichte der Liebe der Gopis erzählt, ist kein anderer als Shuka Deva, … der rein geboren wurde, der ewig reine Shuka, Vyasas Sohn.“
„Ihm allein unter den Menschen war es vergönnt, ein wenig Wasser zu trinken aus diesem einen, ungeteilten Meer von Sat-Chit-Ananda – Sein, Erkenntnis und absolute Seligkeit. Die meisten Heiligen sterben, nachdem sie nur das Rauschen der Wellen am Ufer gehört haben. Einige wenige erlangen die Schau, und noch weniger ‚schmecken‘ Es. Aber er trank vom Meer der Glückseligkeit.“